# Maria Margotti
Maria Margotti (Alfonsine, 17 aprile 1915 – Molinella, 17 maggio 1949) è stata un'attivista e mondina italiana.
Fu uccisa durante una manifestazione per i diritti dei lavoratori nel secondo dopoguerra.

## Biografia
Maria Margotti giovanissima, dopo la morte del padre, diventa mondina.
Partecipò attivamente alla Resistenza e dopo la Liberazione, nel 1946 entrò come operaia in una fornace della cooperativa di Filo d'Argenta.
Partecipò alle lotte sindacali per le sette ore di lavoro, il miglioramento del vitto, il rispetto della legge di collocamento, l'assistenza in caso di malattia.
La lotta raggiunse il culmine con lo sciopero bracciantile del 1949.
Il 16 maggio 1949 oltre seimila braccianti e mondine si concentrarono nelle campagne presso Molinella, provenienti dai vicini paesi delle province di Bologna, Ravenna, Ferrara cercando di dissuadere i crumiri, che rendevano vane le proteste operaie. 
Interviene la polizia con un'azione di repressione particolarmente dura e violenta ed il giorno dopo venne organizzata una manifestazione di protesta.
È infatti la mattina del 17 maggio quando durante la manifestazione intervenne la polizia in grandi forze iniziando cariche violente e sparatorie. Maria Margotti venne falciata da una raffica di mitra sparata dal carabiniere Francesco Galeati nei pressi di Marmorta di Molinella, mentre altre 30 persone rimasero ferite.

## La condanna dell'omicidio
Il 13 luglio 1953 la Corte d'appello di Bologna conferma la sentenza di 1º grado e condanna alla modica pena di 6 mesi e 15 giorni di reclusione il carabiniere Francesco Galeati, non infliggendo alcuna condanna a carico dei superiori del carabiniere.

## Intitolazioni
- Il Comune di Argenta ha intitolato a Maria Margotti il tratto della strada provinciale che collega Filo a Longastrino.
- Il 22 luglio 1982 anche il comune di Ravenna le ha intitolato una strada, nella frazione Porto Fuori[2].